# جین سابق
جین سابق (انگلیسی: 苻秦 Former Qin)، در تاریخ‌نگاری، یک ایالت در فهرست دودمان‌های تاریخ چین بود که توسط طایفه فو (Pu) از مردمان دی در دوره شانزده پادشاهی اداره می‌شد.